# Ilsenburger Grobblech

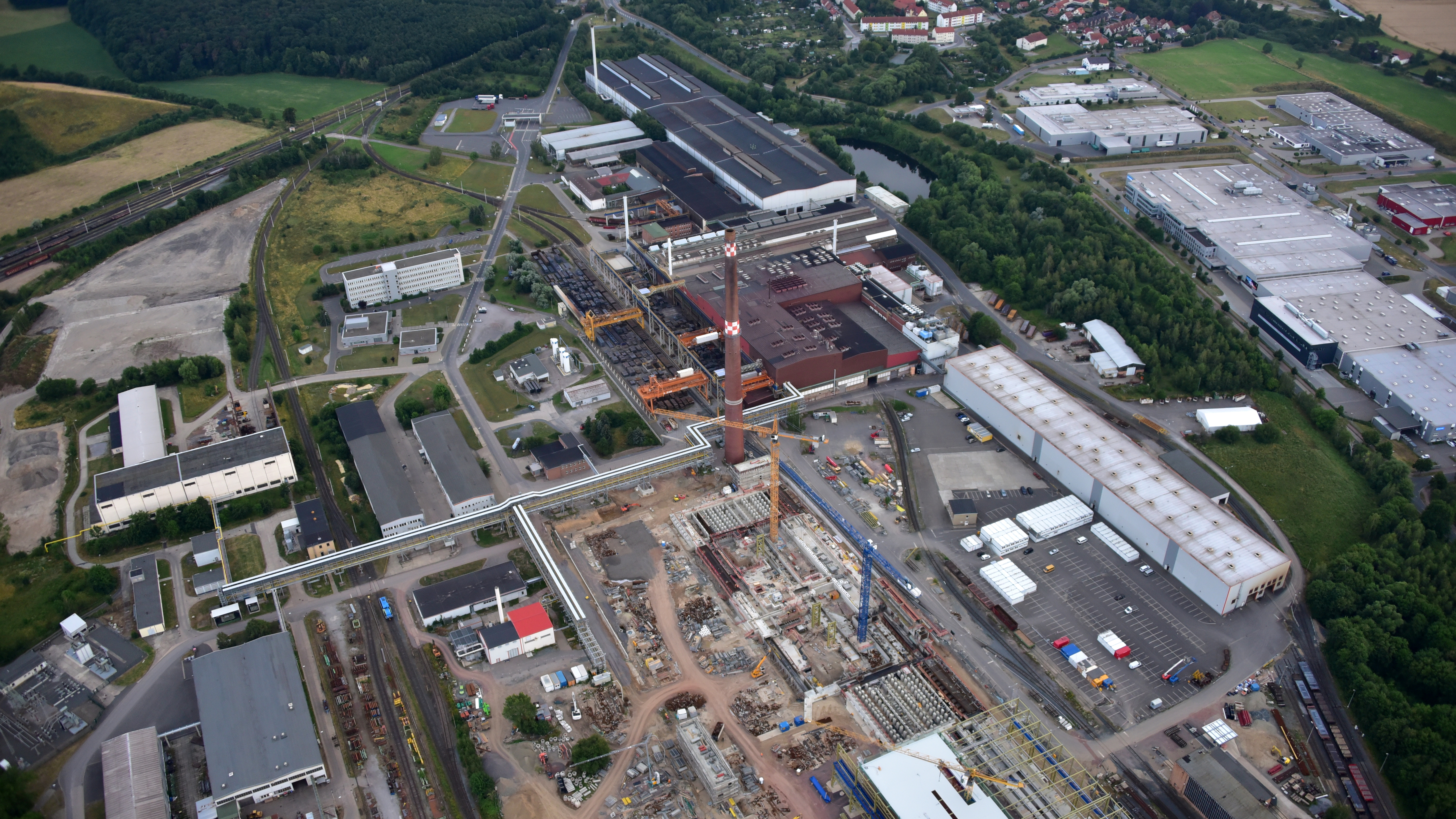
Ilsenburger Grobblech GmbH, Luftaufnahme (2019)

Die Ilsenburger Grobblech GmbH ist ein Konzernbetrieb der Salzgitter AG mit Standort in Ilsenburg im Harz. Das Unternehmen stellt z. B. Stahlbleche für Bau, Schiffbau, Rohrleitungen und Druckbehälter her.

## Geschichte
Im Jahre 1595 wurde in Ilsenburg die Firma „Ilsenburger Kupferhammer“ gegründet, die sich mit der Herstellung von Kupferblechen, Schalen und Kesseln beschäftigte. Mit Beginn der Industriellen Revolution in Deutschland kam es bei der Ilsenburger Grobblech zu einem Aufschwung. So wurde bereits 1838 mit der Gründung der „Kupferhammerbetriebsgesellschaft Halberstadt“ als Aktiengesellschaft eine Erweiterung des Unternehmens in die Wege geleitet. Die nächste Betriebserweiterung folgte 1841 mit der Inbetriebnahme eines wasserbetriebenen Walzwerkes für Kupfer und Blei.
Das Unternehmen reagierte 1860 auf die ab Mitte des 19. Jahrhunderts einsetzende rasche Erweiterung des Eisenbahn–Schienennetzes und dem damit verbundenen Mehrbedarf an Dampflokomotiven mit der deutschlandweit ersten Produktion von Feuerbüchsen aus Kupfer für den Lokomotivbau. 1864 wurde der erste Raffinierofen in Betrieb genommen und in den folgenden Jahren durch Inbetriebnahme zusätzlicher Walzwerke das Unternehmen weiter ausgebaut.
Im Jahre 1891 wurde die Kupferhammerbetriebsgesellschaft aufgelöst und als „Kupferwerk Ilsenburg“ weitergeführt, bis die Firma 1906 mit den Messingwerken Eberswalde zur „Hirsch Kupfer- und Messingwerke AG“ mit Sitz in Berlin zusammengeschlossen wurde. Gleichzeitig erfolgte ein weiterer Ausbau der Werksanlagen. Mit der Inbetriebnahme von neuen Produktionsanlagen im Jahre 1920 stieg die Firma zu einem der modernsten Kupferwerke in Europa auf.

Sammelaktie über 5000 RM der Kupferwerk Ilsenburg AG vom September 1934

1932 kam es zu einer Umstrukturierung als die im Jahre 1906 entstandene „Hirsch Kupfer- und Messingwerke AG“ aufgespalten und Ilsenburg in die neu gegründete „Berlin-Ilsenburger Metallwerke AG“ eingebracht wurde. Bereits zwei Jahre später kam es zur Neugründung der „Kupferwerk Ilsenburg AG“.
Von 1934 bis zum Ende des Zweiten Weltkrieges beschäftigte sich die Firma mit der Rückgewinnung von Kupfer aus Schrott, der Herstellung von Feuerbüchsen aus Stahl und ersten Versuchswalzungen von Stahl.
Im Jahre 1945 wurde die „Kupferwerk Ilsenburg AG“ vom Staat beschlagnahmt und in die „Industriewerke Sachsen-Anhalt“ eingegliedert.
Als im Jahre 1948 die Volkseigenen Betriebe (VEB) als ökonomische Basiseinheiten der Zentralverwaltungswirtschaft in der sowjetischen Besatzungszone entstanden, wurde die Firma zum „VEB Kupfer- und Blechwalzwerk Ilsenburg“. Die Walzanlagen wurden ausgebaut und die Walzung von Stahlgrobblechen wurden Teil des regelmäßigen Produktionsprogramms.
Nach einer Ausweitung der Produktionskapazitäten im Jahre 1954 kam es zehn Jahre später zur Angliederung von Ilsenburg an den „VEB Stahl- und Walzwerk Brandenburg“ zunächst als Betriebsteil, ab 1969 als Zweigbetrieb. Im Jahre 1967 hatte man das Geschäftsfeld „Kupfer“ an den VEB Mansfeld Kombinat Wilhelm Pieck Eisleben abgegeben und intensivierte die restlichen Bereiche durch Modernisierung bestehender und Inbetriebnahme weiterer Produktionseinrichtungen. Der Ilsenburger Betriebsteil wurde später als eigenständiger „VEB Walzwerk „Michael Niederkirchner“ Ilsenburg“ aus dem Brandenburger Stahl- und Walzwerk ausgegliedert und gehörte zusammen mit diesem bis zur Wende dem Qualitäts- und Edelstahlkombinat an.
1989 wurde die „Walzwerk Ilsenburg GmbH“ gegründet, die nach der Deutschen Wiedervereinigung privatisiert, 1992 durch die „Preussag Stahl AG“ erworben und 1995 mit dieser verschmolzen wurde. 1998 wurde die „Preussag Stahl AG“ aus dem Konzern ausgegliedert und ist seither als börsennotierte „Salzgitter AG“ tätig. Ab 1995 gibt es im Konzern den Produktbereich Grobblech, der im Jahre 2001 in die „Ilsenburger Grobblech GmbH“ ausgegliedert wurde. Seither ist das Unternehmen Tochtergesellschaft der „Salzgitter AG“.
2018 gab die "Ilsenburger Grobblech GmbH" bekannt, dass die "Salzgitter AG" für den Standort Ilsenburg eine Investition von 150 Mio. € genehmigt hat. Die "Salzgitter AG" bezeichnet dies als die größte Einzelinvestition in der Unternehmensgeschichte. Seit der Übernahme des Standorts in die "Salzgitter AG" wurden in Summe 200 Mio. € investiert. Die aktuelle Investition wird für eine neue Wärmebehandlungslinie verwendet, welche Anfang 2020 betriebsbereit sein soll. Die Investition sichert das Fortbestehen der "Ilsenburger Grobblech GmbH" langfristig ab und soll einen deutlich höheren Marktanteil für anspruchsvolle Grobblechgüten ermöglichen.
Ende 2019 wurde gegen die Ilsenburger Grobblech GmbH zusammen mit anderen Stahlherstellern vom Bundeskartellamt wegen illegaler Preisabsprachen von 2002 bis 2016 ein Bußgeld verhängt.